# Moravčice
Moravčice jsou malá vesnice, část okresního města Jičín. Nachází se asi 2 km na jihovýchod od Jičína. V roce 2014 zde bylo evidováno 19 adres. V roce 2001 zde trvale žilo 17 obyvatel.
Katastrální území Moravčice zaujímá rozlohu 1,44 km2. Do katastrálního území Moravčice zasahuje i malá část Valdického Předměstí.